# Новоалександровка (Нижнеингашский район)
Новоалекса́ндровка — село в Нижнеингашском районе Красноярского края. Административный центр Новоалександровского сельсовета.

## География
Село находится в восточной части края, в пределах таёжной лесорастительной зоны, на расстоянии приблизительно 22 км (по прямой) к северу от Нижнего Ингаша, административного центра района. Абсолютная высота — 269 м над уровнем моря.
Климат
Климат характеризуется как резко континентальный, с продолжительной морозной малоснежной зимой и коротким жарким летом. Зима продолжается в течение 6-7 месяцев. Абсолютный минимум температуры воздуха составляет −51 °C (по данным метеостанции г. Канска). Продолжительность периода с температурой более 10˚С составляет 100—110 дней. Среднегодовое количество атмосферных осадков составляет 484 мм.

## Население
| 2010 |
| ---- |
| 289  |

Половой состав
По данным Всероссийской переписи населения 2010 года в гендерной структуре населения мужчины составляли 48,4 %, женщины — соответственно 51,6 %.
Национальный состав
Согласно результатам переписи 2002 года, в национальной структуре населения русские составляли 91 % из 336 чел.